# TMEM60
TMEM60 (англ. Transmembrane protein 60) – білок, який кодується однойменним геном, розташованим у людей на 7-й хромосомі. Довжина поліпептидного ланцюга білка становить 133 амінокислот, а молекулярна маса — 15 500.
| 10         |  | 20         |  | 30         |  | 40         |  | 50         |
| ---------- |  | ---------- |  | ---------- |  | ---------- |  | ---------- |
| MRMSLAQRVL |  | LTWLFTLLFL |  | IMLVLKLDEK |  | APWNWFLIFI |  | PVWIFDTILL |
| VLLIVKMAGR |  | CKSGFDPRHG |  | SHNIKKKAWY |  | LIAMLLKLAF |  | CLALCAKLEQ |
| FTTMNLSYVF |  | IPLWALLAGA |  | LTELGYNVFF |  | VRD        |  |            |

A: Аланін

C: Цистеїн

D: Аспарагінова кислота

E: Глутамінова кислота

F: Фенілаланін

G: Гліцин

H: Гістидин

I: Ізолейцин

K: Лізин

L: Лейцин

M: Метіонін

N: Аспарагін

P: Пролін

Q: Глутамін

R: Аргінін

S: Серин

T: Треонін

V: Валін

W: Триптофан

Локалізований у мембрані.